# BATON (徳永英明のアルバム)
『BATON』（バトン）は2017年7月19日に発売された德永英明17枚目のオリジナル・アルバム。

## 概要
ライブ・アルバム2作とベスト・アルバム2作とカバー・アルバム1作の発売を挟んで4年振りに発売されたオリジナル・アルバム。
文化放送「サッカーワールドカップロシア アジア最終予選 日本vsオーストラリア」テーマ曲「夢を」収録。

## パッケージ仕様
通常盤CDと初回限定盤A,Bの3形態発売。
初回限定盤Aはデビュー30周年記念アコースティックスペシャルライブを収録したDVD付。
初回限定盤Bはボーナス・トラックを1曲収録。

## 収録曲

### CD
全作詞・作曲：德永英明（特記以外）／編曲：坂本昌之（特記以外）
1. ずっと変わらないもの（4:55）[4]
2. 夢を（5:25）[4]（作詞：山田ひろし）
3. 空はみんなのもの（5:04）[4]
4. バトン（5:37）[4]（編曲：瀬尾一三）
5. 陽炎（5:10）[4]（編曲：瀬尾一三）
6. あなただけにしか素顔は見せない（5:58）[4]
7. 無言の力（4:02）[4]
8. きたかぜとたいよう（6:06）[4]（編曲：古川昌義）
9. 置手紙（6:21）[4]（作詞：山田ひろし／編曲：德永英明）
10. ハルカ（5:35）[4]（作詞：山田ひろし）
11. ≪ボーナス・トラック初回限定盤B≫僕のそばに（Self-Cover Ver.）（5:16）[4]

### ≪初回限定盤A付属DVD≫
- 「30th Anniversary Acoustic Special Live 2016」

1. 上を向いて歩こう（Music Clip）
2. MYSELF ～風になりたい～
3. 夢を信じて
4. レイニー ブルー
5. 僕のそばに
6. 鼓動
7. 君の青
8. 太陽の少年（Special Ending Music Clip）